# へんな魚おじさん
へんな魚おじさんは、日本の男性YouTuber、鮮魚店従業員。Carry On所属。元Kiii所属

## 概要
愛知県南知多町の海産物市場「豊浜魚ひろば」内の鮮魚店「豊浜屋」の店員として勤務している。本名は非公開だが、既婚者であり息子が2人いることを明かしている。好きな魚にはハモを挙げている。また、趣味でランチュウを飼育しており、チャンネル開設当初にはランチュウの動画を投稿することもあった。
同じく知多半島を拠点として活動するYouTubeチャンネル・きまぐれクックのかねこがへんな魚おじさんの勤務する豊浜魚ひろばを利用していたことがきっかけで知己の間柄となり、2017年頃より同チャンネルの動画に出演するようになった。出演を通して人気が高まったことを機に、かねこの協力を得て2019年2月に個人チャンネルへんな魚おじさんの寝言を開設。その後まもなく登録者数10万人を達成した。同年12月にはサブチャンネルへんな魚おじさんのひとり言を開設した。

## 出演
- 花咲かタイムズ（2020年1月11日、CBCテレビ）[10]
- ニュースOne（2020年6月15日、東海テレビ）[11]
- アップ!（2020年8月28日、メ〜テレ）[12]